# Distenia turnbowi
Distenia turnbowi là một loài bọ cánh cứng trong họ Cerambycidae.